# Gmina Solina
Die Gmina Solina ist eine Landgemeinde im Powiat Leski der Woiwodschaft Karpatenvorland in Polen. Ihr Sitz ist das Dorf Polańczyk mit etwa 850 Einwohnern. Der Ort Solina mit etwa 400 Einwohnern liegt am Solina-Stausee in den Bieszczady (Beskiden).

## Gliederung
Zur Landgemeinde (gmina wiejska) Solina gehören folgende Ortschaften mit einem Schulzenamt:
Berezka
Bereżnica Wyżna
Bóbrka
Bukowiec
Górzanka
Myczkowce
Myczków
Polańczyk
Rajskie
Rybne
Solina
Terka
Werlas
Wola Matiaszowa
Wołkowyja
Zawóz